# Dampniat

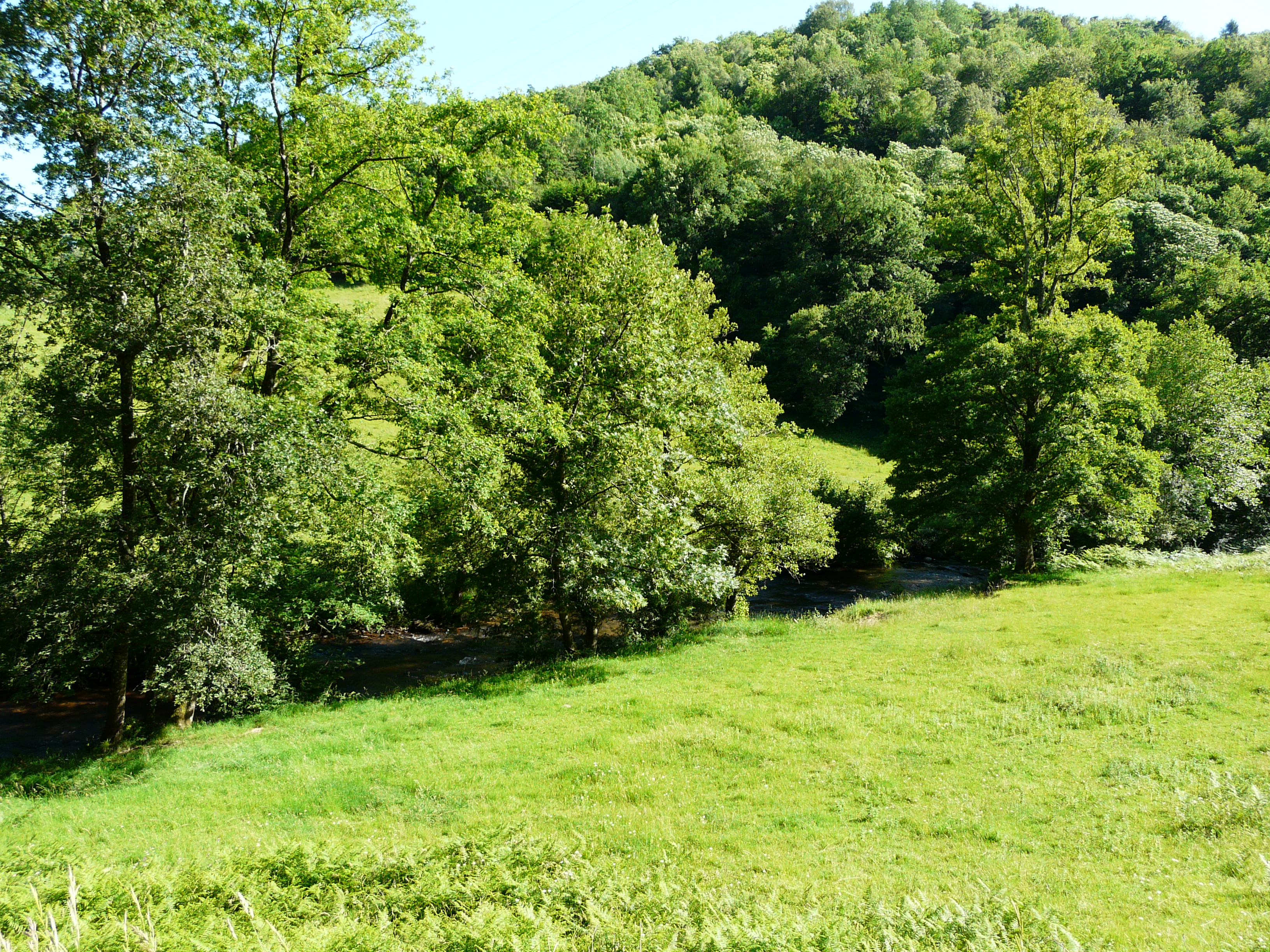
La vallée de la Rouanne.

Dampniat (prononcé [danja]) est une commune française située dans le département de la Corrèze et la région Nouvelle-Aquitaine.

## Géographie
Commune de aire d'attraction de Brive-la-Gaillarde perchée sur une colline en bordure de la Corrèze et traversée par la Roanne et son affluent, le Coiroux. Au sud-ouest, la commune est bordée par la Loyre et son affluent, le ruisseau du Colombier.

### Communes limitrophes
Les communes limitrophes sont  Albignac, Aubazines, Cosnac, La Chapelle-aux-Brocs, Lanteuil, Malemort, Palazinges et Saint-Hilaire-Peyroux.
| Malemort-sur-Corrèze | Saint-Hilaire-Peyroux | Aubazine           |
|                      | Dampniat              | Palazinges         |
| Cosnac               | La Chapelle-aux-Brocs | Albignac, Lanteuil |

### Climat
Pour des articles plus généraux, voir Climat de la Nouvelle-Aquitaine et Climat de la Corrèze.
Historiquement, la commune est dans une zone de transition entre les climats océaniques aquitain et montagnard.  
En 2020, Météo-France publie une typologie des climats de la France métropolitaine dans laquelle la commune est dans une zone de transition entre le climat océanique altéré et le climat de montagne et est dans la région climatique  Ouest et nord-ouest du Massif Central, caractérisée par une pluviométrie annuelle de 900 à 1 500 mm, maximale en automne et en hiver.
Pour la période 1971-2000, la température annuelle moyenne est de 12,1 °C, avec  une amplitude thermique annuelle de 15,5 °C. Le cumul annuel moyen de précipitations est de 1 077 mm, avec 13 jours de précipitations en janvier et 7,4 jours en juillet. Pour la période 1991-2020, la température moyenne annuelle observée sur la station météorologique la plus proche, située sur la commune de Brive-la-Gaillarde à 8 km à vol d'oiseau, est de 12,9 °C et le cumul annuel moyen de précipitations est de 903,9 mm,. Pour l'avenir, les paramètres climatiques de la commune estimés pour 2050 selon différents scénarios d’émission de gaz à effet de serre sont consultables sur un site dédié publié par Météo-France en novembre 2022.

## Urbanisme

### Typologie
Au 1er janvier 2024, Dampniat est catégorisée commune rurale à habitat dispersé, selon la nouvelle grille communale de densité à 7 niveaux définie par l'Insee en 2022.
Elle est située hors unité urbaine. Par ailleurs la commune fait partie de l'aire d'attraction de Brive-la-Gaillarde, dont elle est une commune de la couronne,. Cette aire, qui regroupe 80 communes, est catégorisée dans les aires de 50 000 à moins de 200 000 habitants,.

### Occupation des sols
L'occupation des sols de la commune, telle qu'elle ressort de la base de données européenne d’occupation biophysique des sols Corine Land Cover (CLC), est marquée par l'importance des territoires agricoles (53,2 % en 2018), en augmentation par rapport à 1990 (48,8 %). La répartition détaillée en 2018 est la suivante : 
forêts (46,8 %), zones agricoles hétérogènes (32,1 %), prairies (21,1 %).
L'évolution de l’occupation des sols de la commune et de ses infrastructures peut être observée sur les différentes représentations cartographiques du territoire : la carte de Cassini (XVIIIe siècle), la carte d'état-major (1820-1866) et les cartes ou photos aériennes de l'IGN pour la période actuelle (1950 à aujourd'hui).

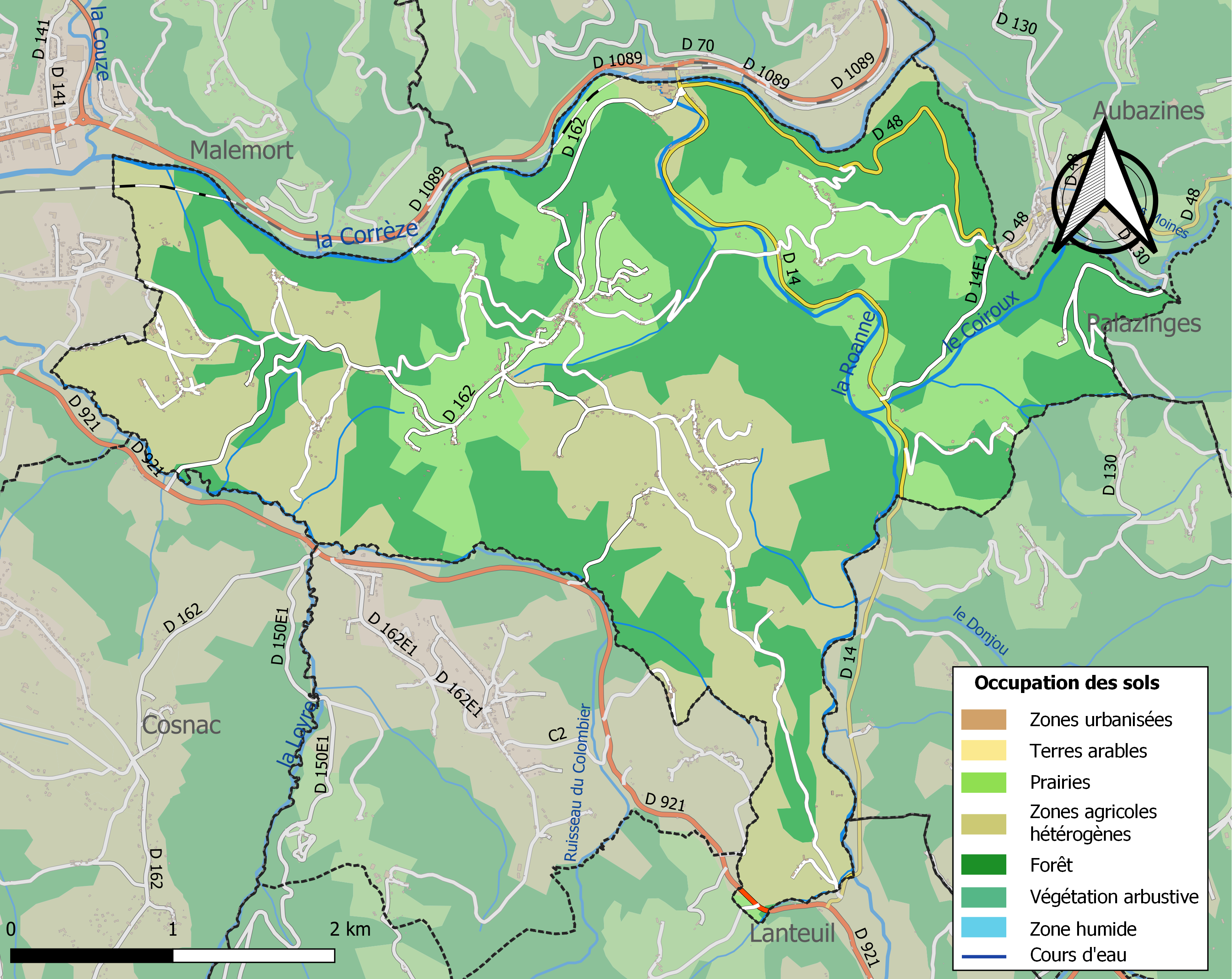
Carte des infrastructures et de l'occupation des sols de la commune en 2018 (CLC).

### Risques majeurs
Le territoire de la commune de Dampniat est vulnérable à différents aléas naturels : météorologiques (tempête, orage, neige, grand froid, canicule ou sécheresse), inondations, feux de forêts, mouvements de terrains et séisme (sismicité très faible). Il est également exposé à un risque particulier : le risque de radon. Un site publié par le BRGM permet d'évaluer simplement et rapidement les risques d'un bien localisé soit par son adresse soit par le numéro de sa parcelle.

#### Risques naturels

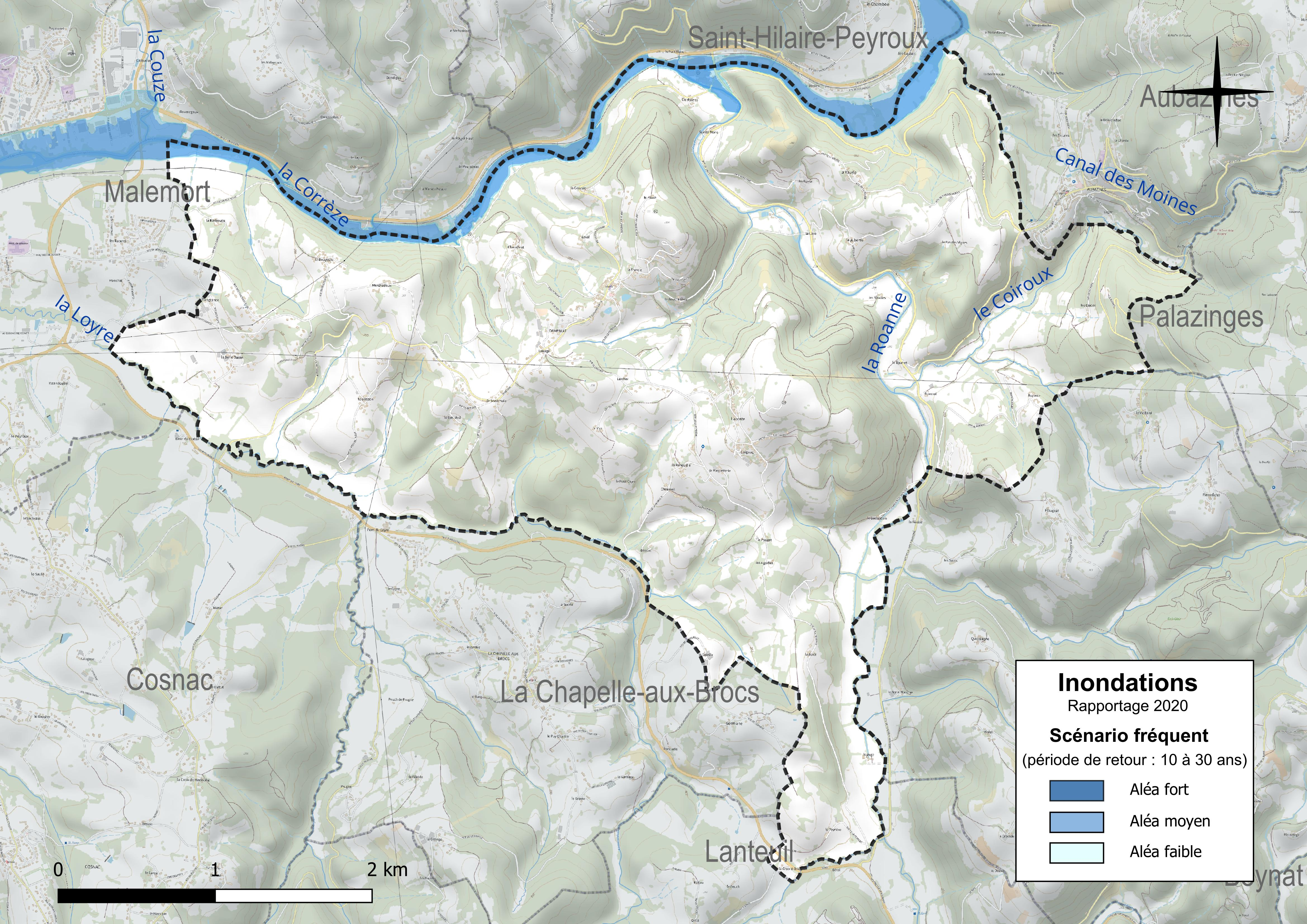
Carte de la zone inondable de la commune définie pour le scénario fréquent, dans le territoire à risque important d’inondation (TRI) Tulle-Brive.

La commune fait partie du territoire à risques importants d'inondation (TRI) de Tulle-Brive, regroupant 20 communes concernées par un risque de débordement de la Corrèze et de la Vézère (17 dans la Corrèze et trois dans la Dordogne), un des 18 TRI qui ont été arrêtés le 11 janvier 2013 sur le bassin Adour-Garonne. Des cartes des surfaces inondables ont été établies pour trois scénarios : fréquent (crue de temps de retour de 10 ans à 30 ans), moyen (temps de retour de 100 ans à 300 ans) et extrême (temps de retour de l'ordre de 1 000 ans, qui met en défaut tout système de protection). La commune a été reconnue en état de catastrophe naturelle au titre des dommages causés par les inondations et coulées de boue survenues en 1982, 1999 et 2001,. Le risque inondation est pris en compte dans l'aménagement du territoire de la commune par le biais du plan de prévention des risques (PPR) inondation « Corrèze et affluents du bassin de Brive-la-Gaillarde », approuvé le 29 janvier 2019. 

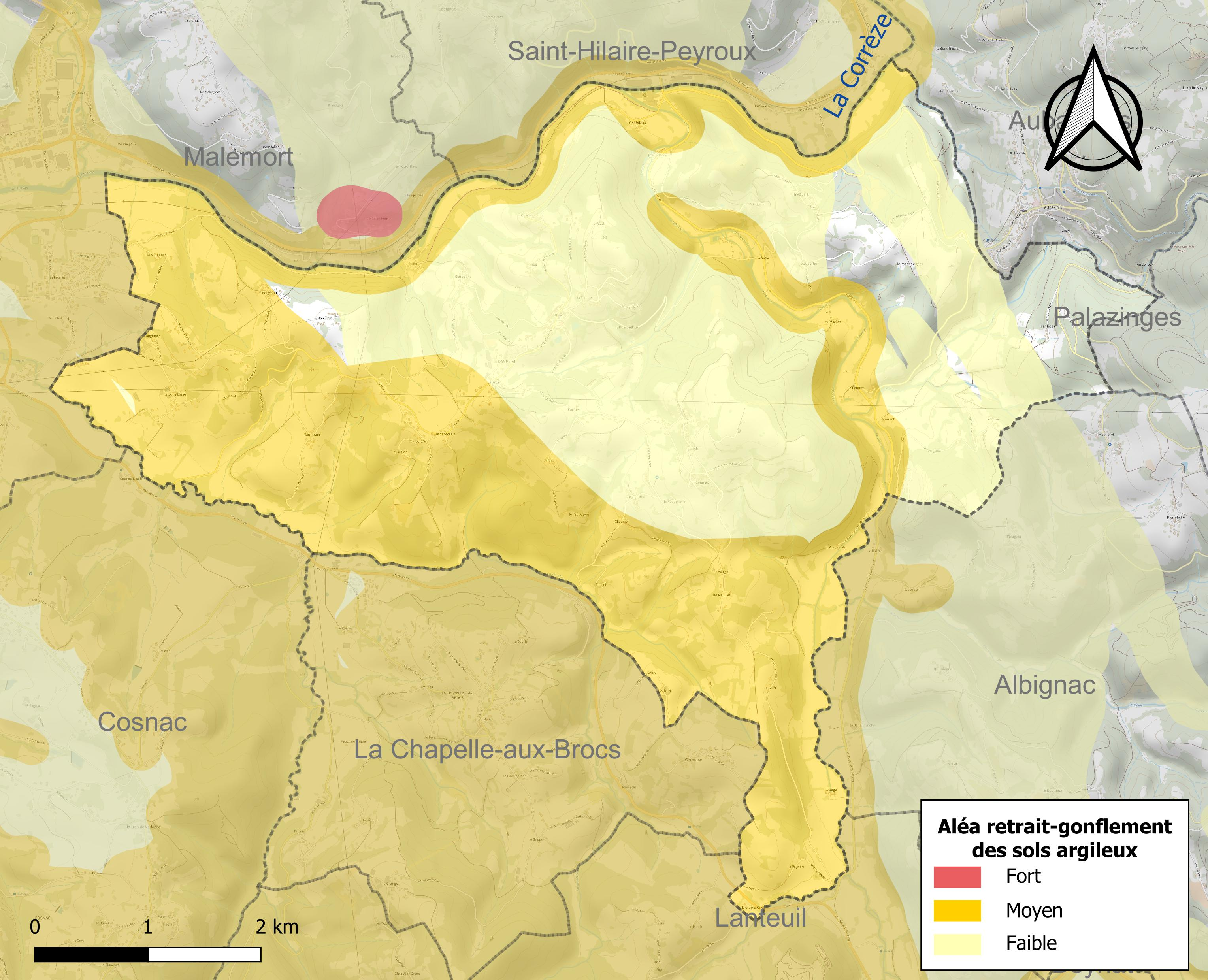
Carte des zones d'aléa retrait-gonflement des sols argileux de Dampniat.

La commune est vulnérable au risque de mouvements de terrains constitué principalement du retrait-gonflement des sols argileux. Cet aléa est susceptible d'engendrer des dommages importants aux bâtiments en cas d’alternance de périodes de sécheresse et de pluie. 52,2 % de la superficie communale est en aléa moyen ou fort (26,8 % au niveau départemental et 48,5 % au niveau national). Sur les 366 bâtiments dénombrés sur la commune en 2019,  158 sont en aléa moyen ou fort, soit 43 %, à comparer aux 36 % au niveau départemental et 54 % au niveau national. Une cartographie de l'exposition du territoire national au retrait gonflement des sols argileux est disponible sur le site du BRGM,.
Concernant les feux de forêt, aucun plan de prévention des risques incendie de forêt (PPRIF) n’a été établi en Corrèze, néanmoins le code de l’urbanisme impose la prise en compte des risques dans les documents d’urbanisme. Le périmètre des servitudes d'utilité publique et des zones d'obligation légale de débroussaillement pour les particuliers est quant à lui défini pour la commune dans une carte dédiée. 
Concernant les mouvements de terrains, la commune a été reconnue en état de catastrophe naturelle au titre des dommages causés par la sécheresse en 2018 et par des mouvements de terrain en 1999.

#### Risque particulier
Dans plusieurs parties du territoire national, le radon, accumulé dans certains logements ou autres locaux, peut constituer une source significative d’exposition de la population aux rayonnements ionisants. Certaines communes du département sont concernées par le risque radon à un niveau plus ou moins élevé. Selon la classification de 2018, la commune de Dampniat est classée en zone 3, à savoir zone à potentiel radon significatif. 

## Économie
L'économie de la commune est marquée par la présence d'une cartonnerie industrielle, à la confluence de la Roanne et de la Corrèze, à la limite de la commune voisine de Saint-Hilaire-Peyroux.

## Toponymie
De Dominiacum, nom de domaine gallo-romain, du latin dominus, "maître", avec passage fréquent de dom- à dam- (cf. Dammartin, Dampierre… et français "dame"). L'origine indique donc la présence d'une villa gallo-romaine et/ou d'un domaine agricole : Dominiacum, le "domaine du maître".
Daniaco, vers 1022 ; Dampnac, vers 1164-1174.

## Histoire
Dampniat est cité au XIIe siècle pour ses « maisons de recluses », c'est-à-dire un couvent de femmes dépendant d'Aubazine. Paroisse annexée au prieuré de Brive au XIVe siècle.
En plus de la gare d'Aubazine, encore en service, située sur la commune de Saint-Hilaire-Peyroux, Dampniat possédait une autre gare ferroviaire, la gare du Bourret, située sur la ligne Beaulieu - Aubazine, qui a fonctionné de 1912 à 1932.

## Politique et administration

### Liste des maires
| Période                                  | Période         | Identité              | Étiquette | Qualité            |
| ---------------------------------------- | --------------- | --------------------- | --------- | ------------------ |
| an 10                                    | 1808            | Léonard Rominhac      |           |                    |
| 1809                                     | 1811            | Jacques Seignolle     |           |                    |
| 1814                                     | environ de 1830 | Charles de Gilibert   |           |                    |
| Les données manquantes sont à compléter. |                 |                       |           |                    |
| vers 1821                                | 1840            | Pierre Lacoste        |           |                    |
| Les données manquantes sont à compléter. |                 |                       |           |                    |
| 1856                                     | 1876            | Paul Seignolle        |           |                    |
| Les données manquantes sont à compléter. |                 |                       |           |                    |
| 1887                                     |                 | Joseph Reyjal         |           |                    |
| 1894                                     |                 | Joseph Taurisson      |           |                    |
| 1902                                     |                 | Auguste Taurisson     |           |                    |
| Les données manquantes sont à compléter. |                 |                       |           |                    |
| avant 1988                               | ?               | Antoine de Faucal     |           |                    |
| Les données manquantes sont à compléter. |                 |                       |           |                    |
| 2001                                     | 2009 (décès)    | Pierre Degas          | Les Verts | Ingénieur agronome |
| 2009                                     | 2024            | Jean-Pierre Bernardie |           | Fonctionnaire      |
| Oct.2024                                 | En cours        | Laurent Galland       |           | Agent commercial   |

### Politique de développement durable
La commune a engagé une politique de développement durable en lançant une démarche d'Agenda 21 en 2008.

## Démographie
L'évolution du nombre d'habitants est connue à travers les recensements de la population effectués dans la commune depuis 1793. Pour les communes de moins de 10 000 habitants, une enquête de recensement portant sur toute la population est réalisée tous les cinq ans, les populations de référence des années intermédiaires étant quant à elles estimées par interpolation ou extrapolation. Pour la commune, le premier recensement exhaustif entrant dans le cadre du nouveau dispositif a été réalisé en 2008.

En 2022, la commune comptait 707 habitants, en évolution de −4,85 % par rapport à 2016 (Corrèze : −0,59 %, France hors Mayotte : +2,11 %).
| 1793 | 1800 | 1806 | 1821 | 1831  | 1836  | 1841  | 1846  | 1851  |
| ---- | ---- | ---- | ---- | ----- | ----- | ----- | ----- | ----- |
| 940  | 879  | 849  | 951  | 1 040 | 1 010 | 1 004 | 1 044 | 1 046 |

| 1856 | 1861  | 1866  | 1872 | 1876 | 1881 | 1886 | 1891 | 1896 |
| ---- | ----- | ----- | ---- | ---- | ---- | ---- | ---- | ---- |
| 985  | 1 005 | 1 034 | 945  | 952  | 946  | 979  | 945  | 909  |

| 1901 | 1906 | 1911 | 1921 | 1926 | 1931 | 1936 | 1946 | 1954 |
| ---- | ---- | ---- | ---- | ---- | ---- | ---- | ---- | ---- |
| 907  | 881  | 930  | 792  | 763  | 805  | 766  | 661  | 669  |

| 1962 | 1968 | 1975 | 1982 | 1990 | 1999 | 2006 | 2008 | 2013 |
| ---- | ---- | ---- | ---- | ---- | ---- | ---- | ---- | ---- |
| 599  | 608  | 598  | 546  | 569  | 580  | 640  | 657  | 729  |

| 2018 | 2022 | - | - | - | - | - | - | - |
| ---- | ---- | - | - | - | - | - | - | - |
| 711  | 707  | - | - | - | - | - | - | - |

## Culture locale et patrimoine

### Lieux et monuments

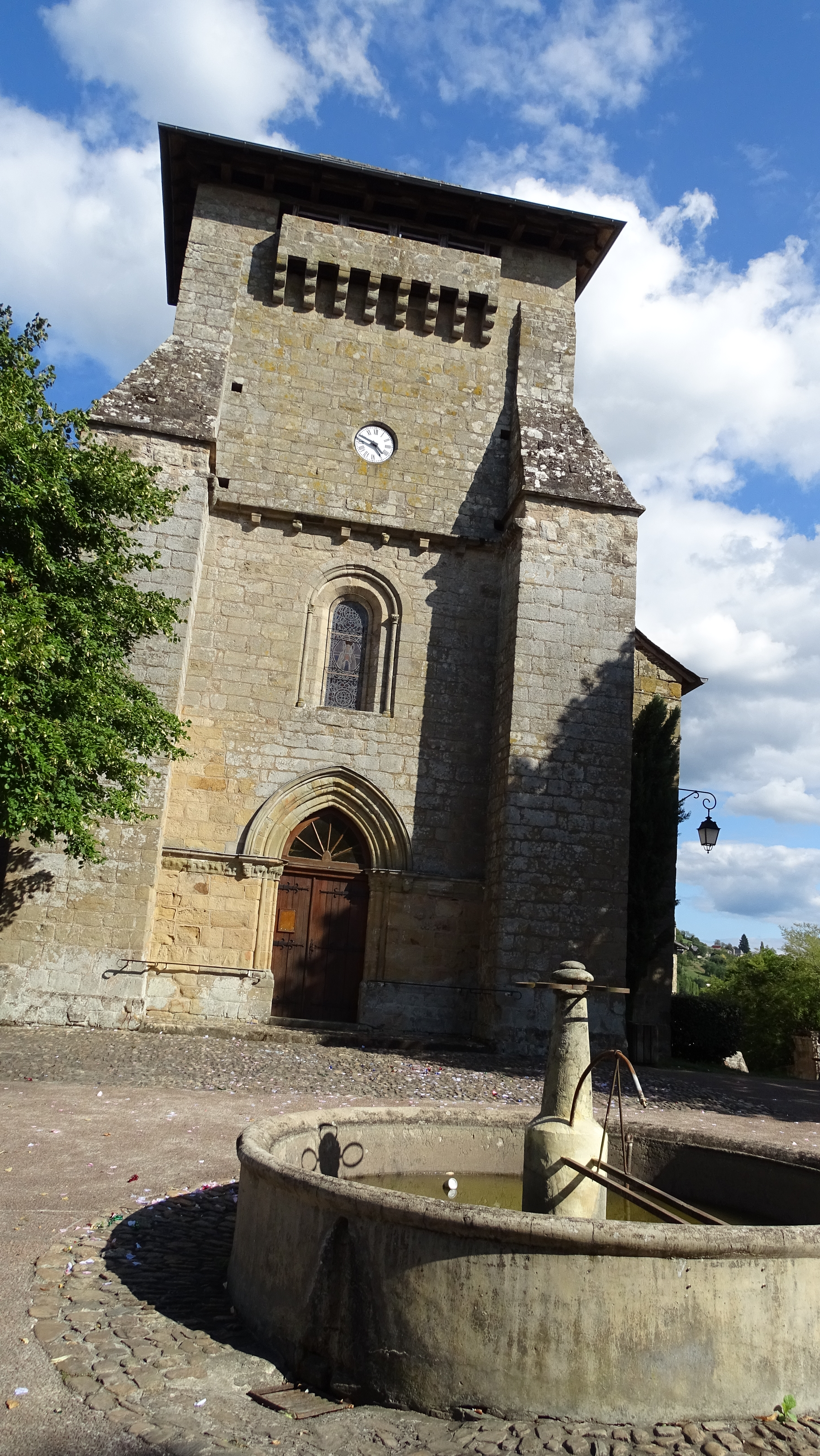
Église Saint-Pardoux.

- Église Saint-Pardoux du XIIIe siècle, fortifiée, avec mâchicoulis du XVe siècle, inscrit aux monuments historiques le 9 février 1927[29], la nef et le chœur datent du XIVe siècle, les fresques et le clocher du XVe siècle.
- Les restes du château (XVe siècle).

L'ancienne gare ferroviaire du Bourret qui a été rénovée en 2001.
Vues sur les vallées de la Corrèze et de la Roanne, et le bassin de Brive.

### Héraldique
| Blason de Dampniat | De sable à un mont de dix coupeaux d'or, au franc-canton coticé d'or et de gueules de douze pièces. |